# Alla andra får varann
Chansons représentant la Suède au Concours Eurovision de la chanson
Augustin
(1959) April, april
(1961)
Alla andra får varann (« Tous les autres se trouvent ») est une chanson interprétée par Siw Malmkvist représentant la Suède au Concours Eurovision de la chanson 1960 le 29 mars à Londres.

## À l'Eurovision
La chanson est intégralement interprétée en suédois, langue nationale de la Suède, comme le veut la coutume avant 1966. L'orchestre est dirigé par Thore Ehrling (en).
Alla andra får varann est la deuxième chanson interprétée lors de la soirée du concours, suivant Looking High, High, High de Bryan Johnson pour le Royaume-Uni et précédant So laang we's du do bast de Camillo Felgen pour le Luxembourg.
À l'issue du vote, elle obtient 4 points et se classe 10e — à égalité avec Det var en yndig tid de Katy Bødtger pour le Danemark — sur 13 chansons,.